# Cummington
Cummington ist eine Stadt im Hampshire County im US-Bundesstaat Massachusetts. Das U.S. Census Bureau hat bei der Volkszählung 2020 eine Einwohnerzahl von 829 ermittelt.
1824 wurde nahe der Stadt das Mineral Cummingtonit entdeckt, welches durch Dewey beschrieben wurde und der das Mineral nach seiner Typlokalität benannte.

## Geographie
Die Stadt liegt im Nordwesten von Hampshire County in den Ausläufern der Berkshires, den Green Mountains. Der nördliche Arm des Westfield Rivers fließt durch die Stadt.

## Wirtschaft und Geschichte
Die Stadt wurde 1762 zunächst als „Township Number Five“ gegründet und 1779 offiziell in Cummington umbenannt. Viele der Siedler kamen aus Bridgewater und Abington. Die Stadt wurde von Anfang an von einer Volksversammlung regiert, in der sowohl kirchliche, als auch politische Angelegenheiten geregelt wurden. Es dauerte jedoch über 10 Jahre, bis die heute noch vorliegende Machtverteilung zwischen Kirche und Stadt endgültig geregelt werden konnte.
Zu Beginn des 17. Jahrhunderts blühte die Industrie der Stadt dank der Lage am Westfield River auf. Bis 1830 stieg die Einwohnerzahl auf 1200. 1869 wurde die erste Rindermesse „Cummington State Fair“ abgehalten, in den späten 1800er-Jahren befanden sich bereits 180 Farmen in der Umgebung der Stadt. Bis ins 21. Jahrhundert sank die Zahl jedoch auf fünf Farmen. Die alljährliche Rindermesse wird aber nach wie vor abgehalten.
Auf Initiative des kongregationalistischen Pastors Carl Sangree, der im Ersten Weltkrieg den Kriegsdienst verweigert hatte, wurden in Cummington zwischen Mai 1940 und September 1944 rund 50 überwiegend jüdische Flüchtlinge aufgenommen. Die nach ihren Berufen ausgewählten Zufluchtsuchenden belebten die lokale Kultur. Unter ihnen befanden sich der Agrarwissenschaftler Johannes Gaides, der Grafiker Gustav Wolf, die Autoren Paul Amann und Jacob Picard, der frühere FAZ-Redaktor Hans Kallmann und das Künstlerpaar Paul Weighardt und Nelli Bar. Zudem gründete das Wiener Ehepaar Grete und Werner Königsberger das bald weitum bekannte „Art Craft Studio“, ein Unternehmen für Haushaltartikel. Die Flüchtlingskolonie wurde im Herbst 1944 im US-Propagandafilm The Cummington Story als besonders vorbildlich dargestellt. Im Film mochte das United States Office of War Information die Bevölkerung jedoch nicht über die jüdische Abstammung der meisten Flüchtlinge informieren.

## Demographie
Nach der Volkszählung im Jahr 2000 hat Cummington 382 Haushalte mit 978 Einwohnern. Der Überwiegende Anteil der Bevölkerung (96,42 %) sind Weiße. 27,9 % der Einwohner haben ein Alter unter 18, 5,7 % sind zwischen 18 und 24, 30,3 % sind zwischen 25 und 44, 24,8 % sind zwischen 45 und 64 und 11,2 % sind älter als 65 Jahre. Das Durchschnittsalter beträgt 38 Jahre. Das durchschnittliche Einkommen pro Person betrug 21.553 Dollar. 6,6 % der Bevölkerung lebten unter der Armutsgrenze.

## Söhne und Töchter der Stadt
- Luther Bradish (1783–1863), Jurist und Politiker
- William Cullen Bryant (1794–1878), Schriftsteller, Rechtsanwalt und Journalist
- Henry L. Dawes (1816–1903), Politiker
- Crawford H. Greenewalt (1902–1993), Chemiker, Industrie-Manager, Tierfotograf und Hobby-Ornithologe